# Regioni del Canton Grigioni

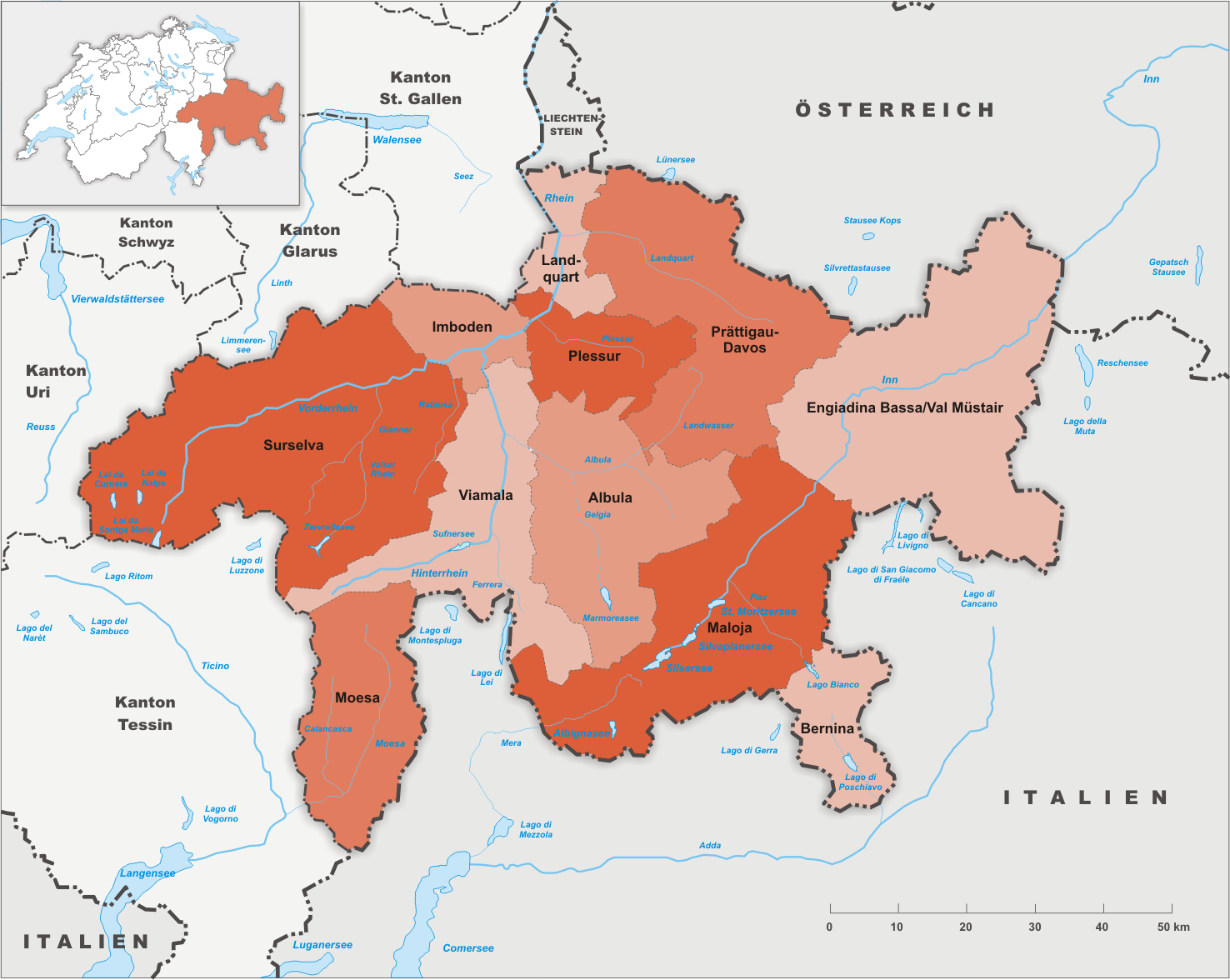
Le regioni del Canton Grigioni

Le regioni del Canton Grigioni, in Svizzera, sono le suddivisioni amministrative intermedie tra il cantone e i comuni; ognuna è composta da più comuni. Sono state istituite il 1º gennaio 2016 quando nel cantone le funzioni dei distretti e quelle dei circoli, entrambi soppressi, sono stati assunti dalle nuove regioni.
Le regioni del Canton Grigioni sono (tra parentesi il capoluogo e il vecchio distretto che hanno sostituito):
- Albula (Albula, distretto dell'Albula)
- Bernina (Poschiavo, distretto di Bernina)
- Engiadina Bassa/Val Müstair (Scuol, distretto dell'Inn)
- Imboden (Domat/Ems, distretto di Imboden)
- Landquart (Landquart, distretto di Landquart)
- Maloja (Samedan, distretto di Maloggia)
- Moesa (Roveredo, distretto di Moesa)
- Plessur (Coira, distretto di Plessur)
- Prettigovia/Davos (Klosters, distretto di Prettigovia/Davos)
- Surselva (Ilanz/Glion, distretto di Surselva)
- Viamala (Thusis, distretto di Hinterrhein)